# عدنان عبد الشكور
عدنان عبد الشكور لاعب كرة قدم سعودي سابق.
هو عدنان خالد أحمد عبد الشكور من مواليد 1972م في المدينة المنورة غرب السعودية، وسبق له تمثيل أندية الوحدة والنصر كما مثل المنتخب السعودي.
وكان يلعب عدنان في مركز قلب الدفاع، وهو من عائلة رياضية معروفة في المدينة المنورة، حيث أن اللاعب القدير سمير عبدالشكور هو شقيق والده وكان يلعب لأندية أحد والوحدة حيث كان يلقب بـ (صقر الملاعب) كما مثل المنتخب السعودي لفترة طويلة وغني عن التعريف لمسيرته الكبيرة في الملاعب السعودية
وعدنان برغم أنه عاش بداية حياته في مسقط رأسه المدينة المنورة إلا أنه لم يبدأ في أحد الأندية هناك، واختار الانضمام فوراً إلى نادي الوحدة بمساهمة من شقيق والده اللاعب سمير عبد الشكور الذي كان يلعب في ذلك النادي نهاية الثمانينات الميلادية.
وتميز عدنان بالبنية الجسمانية القوية والطول الفارع برغم صغر عمره، مكنه من تمثيل الفريق الأول في مركز الدفاع إلى جانب شقيق والده سمير، قبل أن ينضم عام 1989 لقائمة المنتخب المشارك في كأس العالم باستكلندا والتي حققها الأخضر كانجاز تاريخي.
بعد تألقه في تلك البطولة انهالت عليه العروض، قبل أن يختار في عام 1995 الانتقال لصفوف النصر بعد أن أرسل النصر قائده آنذاك ماجد عبد الله من أجل مفاوضة النادي والذي وافق سريعاً على العرض الذي بلغ 600 ألف ريال.
وبرغم أن عدنان عبر عن سعادته الكبيرة بالانتقال للنصر واللعب بجانب نجوم كبار، إلا أن مسيرته مع الفريق لم تمتد سوى لاربع سنوات ساهم خلالها في فوز النصر باربع بطولات قبل أن يبتعد نتيجة لخلافاته مع المدرب والإدارة.
وعاد في عام 2000م مجدداً لناديه السابق الوحدة بيد أنه لم يستمر سوى لاشهر قليلة قبل أن يطوي مسيرته الكروية بشكل سريع برغم بزوغ نجمه وتوقع الكثيرين بان يكون أحد أفضل مدافعي المملكة.

## حادثة بلع اللسان
وكان عبد الشكور قد نجا اثناء تمثيله للنصر من موت محقق بعد أن انقذته العناية الالهية ثم مساعدة لاعب نادي الاتحاد السعودي أحمد جميل وذلك في موسم 1998م حينما تعرض لمخاشنة غير مقصودة من محترف الاتحاد آنذاك أحمد بهجا كانت نتيجتها ان تعرض لحالة بلع لسان.
وبعد أن عاد الوعي لعدنان قرر الابتعاد عن كرة القدم بشكل نهائي، ولكن عدل عن قراره بعد أيام قليلة، وبين في تصريحات صحفية آنذاك عن احساسه بالخوف من الاحتكاكات في بداية عودته ولكنه استعاد حساسيته بعد ذلك.

## إسهاماته مع النصر
- الحصول على كأس الاتحاد السعودي لكرة القدم عام 1418هـ
- الحصول على كأس الخليج للأندية مرتين عام 14176هـ و1417هـ
- الحصول على كاس الكؤوس الآسيوية عام 1418
- الحصول على كأس السوبر الآسيوي عام 1419هـ

## إسهاماته مع المنتخب
الحصول على كأس العالم للناشئين 1409هـ

## وصلات خارجية ومصادر
1. ↑  اخطر اصابة بالملاعب السعودية؟ - YouTube نسخة محفوظة 18 مايو 2012 على موقع واي باك مشين.